# Mateu Isern
Mateu Isern Estela (Palma de Mallorca, 4 de abril de 1959) es un político español del Partido Popular, fue alcalde de la ciudad de Palma entre 2011 y 2015.

## Biografía
Estudió en el Colegio Luis Vives y en 1976 inició la carrera de Derecho, primero en la Universidad de las Islas Baleares y en la Universidad Central de Barcelona después, licenciándose en 1981.
De la mano de José María Rodríguez Barberá, formó parte del consejo de administración de la Sociedad Municipal de Aparcamientos, siendo gerente de esta compañía el dimitido concejal del PP y exsecretario general de esta formación en Palma de Mallorca, Álvaro Gijón.
Con anterioridad, trabajó como jefe de los servicios jurídicos en el Banco de Crédito Balear, departamento en el que coincidió con el que posteriormente fue presidente del Congreso de los Diputados, Félix Pons, y con el abogado Tomeu Sitjar.
También es miembro del comité ejecutivo de la junta territorial de Palma de Mallorca. Asegura que nunca se ha postulado como posible candidato y que su nombre surgió inicialmente "como un bulo" que fue tomando fuerza y forma cuando fue nombrado presidente del Comité de Ética.
En las elecciones municipales de España de 2011, su partido, el PP, obtuvo en 17 de los 29 concejales del Ayuntamiento de Palma de Mallorca, lo que fue la mayoría absoluta más holgada de la historia de Palma de Mallorca y del PP.[cita requerida] Tras ello, fue investido alcalde el 11 de junio de 2011 con los votos de los concejales de su partido (17) a favor, y con los del PSOE (9) y la coalición PSM-IniciativaVerds-Entesa (3) en contra.